# Sächsische Revolutionsregierung
Nachdem der sächsische König Friedrich August II. sich geweigert hatte, die Paulskirchenverfassung für Sachsen zu verkünden, den Landtag aufgelöst hatte und sich anschickte nach dem dadurch ausgelösten Rücktritt der Regierung Held ein konservatives Kabinett unter Ferdinand von Zschinsky einzusetzen, kam es am 3. Mai 1849 zum Dresdner Maiaufstand. Dieser hatte das Ziel die Reichsverfassung durchzusetzen.
Der König und die Minister Friedrich Ferdinand von Beust und Ferdinand von Zschinsky verließen am 4. Mai 1849 die Landeshauptstadt und flüchteten auf die Festung Königstein. Die Aufständischen setzten eine provisorische Regierung ein, die mehrheitlich aus führenden Personen der Liberalen und der radikal-demokratischen Mehrheit im Landtag bestand. Sie konnte nie die Kontrolle über das gesamte Land erringen, sondern hatte nur Einfluss in der Landeshauptstadt. Bis zum 9. Mai wurde der Aufstand durch sächsische und preußische Truppen niedergeschlagen. Die neue königliche Regierung konnte wieder die Kontrolle im Land übernehmen.
| Amt                                   | Name                                                               |
| ------------------------------------- | ------------------------------------------------------------------ |
| Mitglied der Provisorischen Regierung | Samuel Erdmann Tzschirner Carl Gotthelf Todt Otto Leonhard Heubner |